# جاي بويرمان
جاي بويرمان (بالإنجليزية: Jay Bowerman)‏ هو متسابق بياثل أمريكي، ولد في 17 ديسمبر 1942 في سياتل في الولايات المتحدة.

## وصلات خارجية
- جاي بويرمان على موقع أوليمبيديا (الإنجليزية)